# Staatsmeisterschaft von Pará
Die Staatsmeisterschaft von Pará ist die jährliche Meisterschaft der Fußballvereine des Bundesstaates Pará (port: Campeonato Paraense de Futebol) in Brasilien. Sie wurde erstmals 1908 ausgetragen und ist damit einer ältesten Fußballwettbewerb Brasiliens und wird von der Federação Paraense de Futebol (FPF) organisiert.
Im Unterschied zu europäischen Meisterschaften nehmen die besten Vereine sowohl an der landesweiten Meisterschaft, die in der zweiten Jahreshälfte stattfindet, als auch an den jeweiligen Staatsmeisterschaften, die im ersten Halbjahr abgehalten werden, teil. Die Staatsmeisterschaft dient als Qualifikationsturnier für die Copa do Brasil und für das Campeonato Brasileiro de Futebol.

## Sieger
|                            |           | 0                                            |
| Rekordmeister: Paysandu SC | 50 Titel: | Paysandu SC                                  |
| Rekordmeister: Paysandu SC | 48 Titel: | Clube do Remo                                |
| Rekordmeister: Paysandu SC | 10 Titel: | Tuna Luso Brasileira                         |
| Rekordmeister: Paysandu SC | 2 Titel:  | União Esportiva                              |
| Rekordmeister: Paysandu SC | 1 Titel:  | Independente AC Cametá SC Águia de Marabá FC |

## Meisterschaftshistorie
- 1908 União Esportiva
- 1910 União Esportiva
- 1913 Clube do Remo
- 1914 Clube do Remo
- 1915 Clube do Remo
- 1916 Clube do Remo
- 1917 Clube do Remo
- 1918 Clube do Remo
- 1919 Clube do Remo
- 1920 Paysandu SC
- 1921 Paysandu SC
- 1922 Paysandu SC
- 1923 Paysandu SC
- 1924 Clube do Remo
- 1925 Clube do Remo
- 1926 Clube do Remo
- 1927 Paysandu SC
- 1928 Paysandu SC
- 1929 Paysandu SC
- 1930 Clube do Remo
- 1931 Paysandu SC
- 1932 Paysandu SC
- 1933 Clube do Remo
- 1934 Paysandu SC
- 1936 Clube do Remo
- 1937 Tuna Luso Brasileira
- 1938 Tuna Luso Brasileira
- 1939 Paysandu SC
- 1940 Clube do Remo
- 1941 Tuna Luso Brasileira
- 1942 Paysandu SC
- 1943 Paysandu SC
- 1944 Paysandu SC
- 1945 Paysandu SC
- 1947 Paysandu SC
- 1948 Tuna Luso Brasileira
- 1949 Clube do Remo
- 1950 Clube do Remo
- 1951 Tuna Luso Brasileira
- 1952 Clube do Remo
- 1953 Clube do Remo
- 1954 Clube do Remo
- 1955 Tuna Luso Brasileira
- 1956 Paysandu SC
- 1957 Paysandu SC
- 1958 Tuna Luso Brasileira
- 1959 Paysandu SC
- 1960 Clube do Remo
- 1961 Paysandu SC
- 1962 Paysandu SC
- 1963 Paysandu SC
- 1964 Clube do Remo
- 1965 Paysandu SC
- 1966 Paysandu SC
- 1967 Paysandu SC
- 1968 Clube do Remo
- 1969 Paysandu SC
- 1970 Tuna Luso Brasileira
- 1971 Paysandu SC
- 1972 Paysandu SC
- 1973 Clube do Remo
- 1974 Clube do Remo
- 1975 Clube do Remo
- 1976 Paysandu SC
- 1977 Clube do Remo
- 1978 Clube do Remo
- 1979 Clube do Remo
- 1980 Paysandu SC
- 1981 Paysandu SC
- 1982 Paysandu SC
- 1983 Tuna Luso Brasileira
- 1984 Paysandu SC
- 1985 Paysandu SC
- 1986 Clube do Remo
- 1987 Paysandu SC
- 1988 Tuna Luso Brasileira
- 1989 Clube do Remo
- 1990 Clube do Remo
- 1991 Clube do Remo
- 1992 Paysandu SC
- 1993 Clube do Remo
- 1994 Clube do Remo
- 1995 Clube do Remo
- 1996 Clube do Remo
- 1997 Clube do Remo
- 1998 Paysandu SC
- 1999 Clube do Remo
- 2000 Paysandu SC
- 2001 Paysandu SC
- 2002 Paysandu SC
- 2003 Clube do Remo
- 2004 Clube do Remo
- 2005 Paysandu SC
- 2006 Paysandu SC
- 2007 Clube do Remo
- 2008 Clube do Remo
- 2009 Paysandu SC
- 2010 Paysandu SC
- 2011 Independente AC
- 2012 Cametá SC
- 2013 Paysandu SC
- 2014 Clube do Remo
- 2015 Clube do Remo
- 2016 Paysandu SC
- 2017 Paysandu SC
- 2018 Clube do Remo
- 2019 Clube do Remo
- 2020 Paysandu SC
- 2021 Paysandu SC
- 2022 Clube do Remo
- 2023 Águia de Marabá FC
- 2024 Paysandu SC
- 2025 Clube do Remo